# 万源市
万源市（まんげん-し）は中華人民共和国四川省達州市に位置する県級市。

## 行政区画
- 街道:古東関街道
- 鎮:太平鎮、青花鎮、旧院鎮、羅文鎮、河口鎮、草壩鎮、竹峪鎮、大竹鎮、黄鐘鎮、官渡鎮、白沙鎮、沙灘鎮、石窩鎮、八台鎮、石塘鎮、鉄砿鎮、大沙鎮、魏家鎮、白果鎮、長壩鎮、井渓鎮、鷹背鎮、永寧鎮、固軍鎮、黒宝山鎮
- 郷:蜂桶郷、曽家郷、玉帯郷、廟子郷、紫渓郷

## 交通
鉄道
- 中国鉄路総公司
  - 中国鉄路成都局集団公司
    - 襄渝線（万源駅（中国語版））

道路
高速道路
- 包茂高速道路（達陝高速道路（中国語版）兼ねる）

国道
- G210国道

省道
- 302省道

## 健康・医療・衛生
- 万源市中心医院
- 万源市第二人民医院
- 万源市第三人民医院
- 万源市復康医院
- 万源市衛生防疫站